# 皮廷布
皮廷布是巴西帕拉伊巴州的一个市镇。总面积136.045平方公里，总人口17226人，人口密度126.6人/平方公里。